# Ludovico Maria Sinistrari
Ludovico Maria Sinistrari, né à Ameno en Italie le 26 février 1622 et mort le 6 mars 1701[Où ?], est un prêtre franciscain et auteur de plusieurs livres.

## Biographie
Il étudie à Pavie, puis y enseigne la philosophie et la théologie. Sa renommée sera telle que certains étudiants viendront à l'université de Pavie spécialement pour y suivre ses cours. Il entre dans l'Ordre franciscain en 1647. 
Sinistrari était membre de la Congrégation pour la doctrine de la foi à Rome où il était considéré comme expert en exorcisme. Il décrira dans ses ouvrages les effets de diverses plantes et substances comme la cubèbe, la cardamome, le gingembre et la muscade lors des exorcismes. Il a également été considéré comme expert en démonologie et en péchés liés à la sexualité, y compris les enquêtes sur les personnes accusées de relations sexuelles avec des démons. 
Sinistrari était un auteur prolifique. Il fut l'auteur de la plupart des ouvrages de référence de l'Inquisition du XVIIe siècle. Il en fera évoluer la pensée, en particulier dans le domaine des incubes, succubes et autres démons qui à l'époque étaient réputés parcourir la Terre. Ses écrits sur les pratiques sexuelles considérées comme des péchés seront aussi des références.
Il se retire en 1688 au sanctuaire franciscain des Sacri Monti du Piémont et de Lombardie. À partir de cette époque, il délaissera ses thèmes habituels pour écrire de la poésie ou se livrer à d'autres travaux.

## Écrits
- De Daemonialitate et Incubis et Succubis (1680)
- Formularium Criminale ... in Foris Ecclesiasticis
- Practica Criminalis Illustrata
- Lewdness
- Peccatum Mutum
- De Delictis et Poenis Tractatus Absolutissimus (1700)